# Лаперюг
Лаперю́г (фр. и окс. Lapeyrugue) — коммуна во Франции, находится в регионе Овернь — Рона — Альпы. Департамент — Канталь. Входит в состав кантона Монсальви. Округ коммуны — Орийак.
Код INSEE коммуны — 15093.
Коммуна расположена приблизительно в 460 км к югу от Парижа, в 125 км южнее Клермон-Феррана, в 24 км к югу от Орийака.

## Население
Население коммуны на 2008 год составляло 104 человека.
| 1962 | 1968 | 1975 | 1982 | 1990 | 1999 | 2008 |
| ---- | ---- | ---- | ---- | ---- | ---- | ---- |
| 141  | 173  | 164  | 167  | 141  | 128  | 104  |

## Администрация
| Период | Период | Фамилия       | Партия | Примечания |
| ------ | ------ | ------------- | ------ | ---------- |
| 2001   | 2008   | Луи Фурнье    |        |            |
| 2008   |        | Реймон Фроман |        |            |

## Экономика

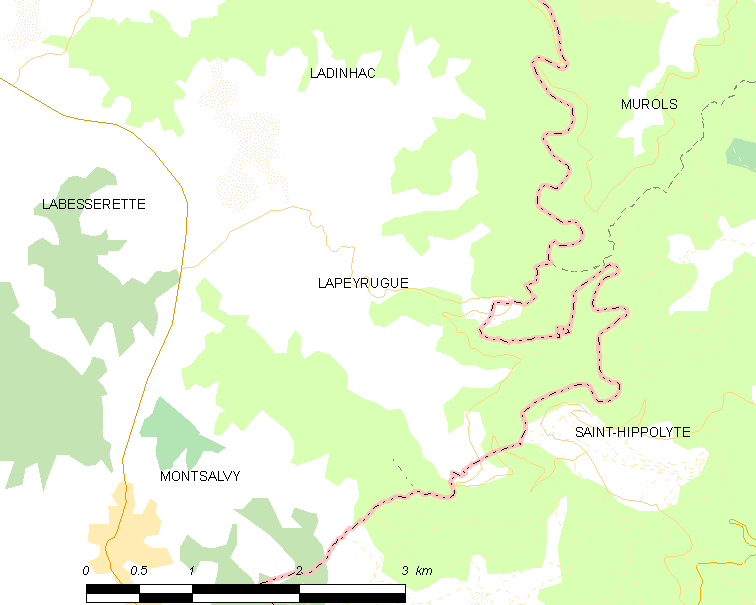
Карта коммуны

В 2007 году среди 55 человек в трудоспособном возрасте (15—64 лет) 37 были экономически активными, 18 — неактивными (показатель активности — 67,3 %, в 1999 году было 59,7 %). Из 37 активных работали 36 человек (21 мужчина и 15 женщин), безработной была 1 женщина. Среди 18 неактивных 2 человека были учениками или студентами, 6 — пенсионерами, 10 были неактивными по другим причинам.